# Editorial Calambac
La editorial Calambac es una editorial alemana de ficción, poesía, ensayo y literatura gráfica fundada en 2011 y con sede en Niederstetten.

## Historia
La editora Elena Moreno Sobrino, originaria de Madrid, estudió filosofía, lengua y literatura alemanas, filología románica y traducción en las universidades de Berlín, Saarbrücken, Valladolid y París. Al cabo de numerosos años en la docencia y dedicada a la traducción e interpretación, fundó la editorial Calambac, inicialmente con sede en Saarbrücken, antes de mudarse al edificio histórico del ayuntamiento de Rinderfeld en Niederstetten, en noviembre de 2023.

## Nombre y sello
La palabra francesa Calambac, también denomida Calambour, designa la madera de agar, aloe o Madera de los Dioses, cuya fragancia deriva de un proceso de descomposición. Su homófono francés Calembour (en español: Calambur) significa artificio lingüístico. Basándose en este juego de palabras, la idea principal que subyace al nombre de la editorial es la distribución de literatura «bien envejecida» que ha desarrollado su calidad gracias a un proceso de maduración.
El logotipo de la editorial fue diseñado a partir de una impresión gráfica de Charles Francis Annesley Voysey.

## Programa editorial
La editorial fue fundada con la intención de publicar textos de autores reconocidos desde la Edad Media hasta mediados del siglo XX y enriquecerlos gráficamente. Con este espíritu, se pretende devolver «a la vida literaria» obras olvidadas e injustamente relegadas y hacerlas accesibles a un público lector.

### Calambac Classica
La colección Classica es la más reciente de la editorial, en la que se incluyen nuevas antologías, poemas, novelas y relatos escogidos de autores como Robert Musil, Emmy Ball-Hennings, Ludwig Rubiner, Elisabeth Janstein y otros muchos.

### Calambac Bilingua
La colección Calambac Bilingua publica textos en dos lenguas de escritoras poco conocidas en los países germanófonos, tales como Florencia Pinar, Constance Fenimore Woolson, la Condesa de Ségur o Violet Paget, entre otras, pero también de ensayistas como Ernest Renan, Paul Gsell y otos muchos autores reconocidos.

### Calambac Trilingua
La colección Trilingua de Calambac presenta lecturas en tres idiomas, confrontando la versión original con el alemán y una tercera lengua, predominantemente el francés, el inglés y el español. Autores recién descubiertos fuera de sus países, como la francesa Amable Tastu, se presentan por primera vez al lector en traducción alemana. Escritores consagrados como Germaine de Staël y H.G. Wells, entre otros, son publicados en ediciones revisadas.

### Calambac Grafica
Los poemas ilustrados publicados en la colección Calambac Gráfica son el buque insignia de la editorial. Partiendo de la poesía expresionista de Hugo Ball, la colección incluye ahora una exquisita serie de haikus. En ella se pueden encontrar poetisas como Sugita Hisajo y poetas como Masaoka Shiki, Yosa Buson o Kobayashi Issa. El concepto creativo editorial, en el que cada verso se interpreta gráficamente, se conoce como Graphic Lyric o Graphic Lyric Poetry.

## Misceláneas
La editorial Calambac es la editorial invitada de Alemania en el Salón del Libro de Luxemburgo desde 2018.
La editorial organiza periódicamente lecturas y presentaciones de libros en alemán, francés, inglés y español.

## Enlaces web
- Bibliografía relacionada con Editorial Calambac en el catálogo de la Biblioteca Nacional de Alemania.
- Deutsches Literaturarchiv Marbach
- Biblioteca Nacional de Austria
- Biblioteca Nacional de Suiza
- Biblioteca Nacional de Luxemburgo
- Worldcat
- Página web de la editorial Calambac